# A Retrospective (album, Lou Reed)
A Retrospective je kompilační album amerického rockového kytaristy a zpěváka Lou Reeda, vydané v roce 1998.

## Seznam skladeb
1. „I Can’t Stand It“
2. „Walk on the Wild Side“
3. „Satellite of Love“
4. „Vicious“
5. „Caroline Says I“
6. „Sweet Jane“ (Live)
7. „Kill Your Sons“
8. „Coney Island Baby“
9. „Nowhere at All“
10. „Blue Mask“
11. „Legendary Hearts“
12. „My Red Joystick“
13. „Original Wrapper“
14. „Video Violence“